# 艾莉森·威廉森
艾莉森·威廉森（Alison Williamson，1971年11月3日—），生于梅尔顿莫布雷，为Long Mynd Archers俱乐部（位于英格兰什罗普郡彻奇斯特雷顿小镇）成员，英国射箭运动员。她曾获得2004年雅典奥运女子个人射箭铜牌。